# Palazzo della Mercanzia

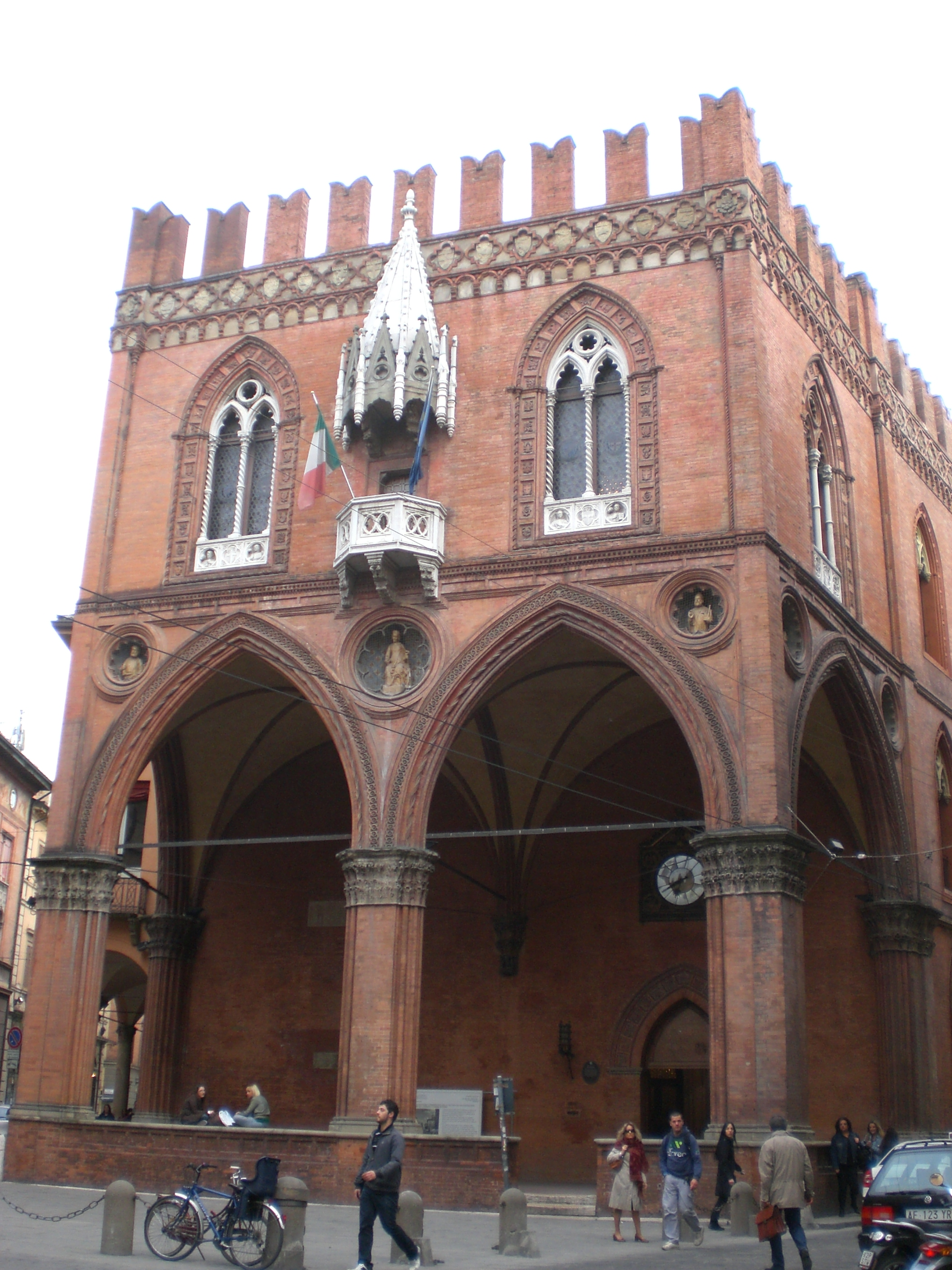
Palazzo della Mercanzia

Der Palazzo della Mercanzia ist ein Palast in Bologna in der italienischen Region Emilia-Romagna. Er wird auch Loggia dei Mercanti oder Palazzo del Carrobbio genannt und liegt an der Piazza della Mercanzia. Vom Ende des 14. Jahrhunderts bis zum Ende des 18. Jahrhunderts war er der Sitz der „Universitas mercatorum“ (Handelsgericht) und einiger Gesellschaften. Ab 1797, mit der Besetzung durch die Franzosen, wurde er Sitz der Handelskammer.

## Geschichte
Der Palast wurde vermutlich zur Vervollständigung der Bebauung um den Platz errichtet, der bereits zur Römerzeit spontan an der Kreuzung der alten Via Emilia nach Rimini (heute: Strada Maggiore) und der alten Via Salaria nach Ravenna (heute: Via San Vitale) entstand.
Nach der Eroberung der Stadt durch die Langobarden im 8. Jahrhundert lag an der Stelle, an der im 14. Jahrhundert der Palazzo della Mercanzia errichtet werden sollte, eine Siedlung, die von einer kleinen Gemeinde von Langobarden bewohnt war und deren radial angelegte Straßen an der heutigen Piazza di Porta Ravegnana zusammenliefen, sodass sie ein gekreuztes „Carrobbio“ bildeten, daher der Begriff, mit dem der Palast gelegentlich bezeichnet wird.
1382 entschloss sich die Stadt Bologna, dem „Foro dei Mercanti“ (dt. Handelsgericht) einen Sitz zu geben, und legten diesen Sitz dort fest, wo die „Gabella“ anfiel; mit der Planung des Palastes wurden die Architekten Lorenzo da Bagnomarino und Antonio di Vincenzo beauftragt, wovon letzterer wegen seiner Planung der Basilika San Petronio bekannt war. Die Arbeiten wurden 1391 abgeschlossen und im selben Jahr nahm das Handelsgericht dort seine Arbeit auf.

### Das Handelsgericht
Diese Institution wurde von einem Kollegium gebildet, das aus 12 Konsuln bestand, die die Zünfte vertraten, sowie aus einem Richter, der bis 1427 aus einer anderen Stadt stammte. Das Gericht hatte die Aufgabe, über alle Fragen und Streitfälle im Umfeld des Handels Recht zu sprechen, sich um die Wartung und Überwachung des Canale Navile zu kümmern und die Führung der Bücher durch die Händler und Makler zu regeln. Für Berufungen wandte man sich an ein Kollegium, das aus einem Richter, gewählt von den Professoren der Universität, und vier Oberkonsuln, gewählt aus dem Kreis der Kaufleute, bestand. Alle fünf Jahre wurden acht Statutenwächter gewählt, die die Aufgabe hatten, die Richterkollegen zu überwachen, und die Statuten der „Universitas mercatorum“ abändern oder neu festlegen konnten. Die Urteile und die Treffen des Gerichts wurden öffentlich von einem Balkon aus weißem Marmor in der Mitte der Hauptfassade aus verkündet, wobei das Läuten der „Glocke der Lucardina“ vorausging, die heute im mittelalterlichen Stadtmuseum von Bologna aufbewahrt wird und vermutlich ursprünglich neben dem Balkon angebracht war. Diejenigen, die des vorsätzlichen Konkurses für schuldig befunden wurden, wurden an einen Pfahl gebunden, der vor der mittleren Säule der Loggia angebracht war, und dem öffentlichen Spott ausgesetzt.

## Beschreibung

### Fassaden

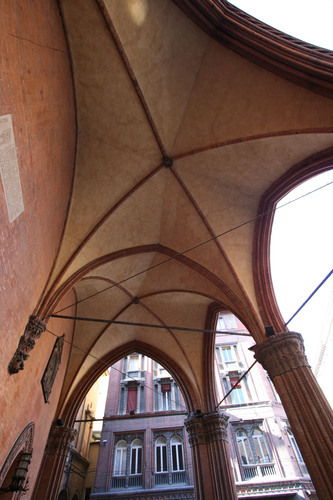
Gewölbe der Loggia

Der Palazzo della Mercanzia zeigt insgesamt eine stilistische Eklektik, die durch die Koexistenz romanisch-lombardischer Stilelemente – erkennbar in der Reihe von Bogenfriesen, die den Wappen der Zünfte zugrunde liegen – gotischer Stilelemente – für die der Balkon mit Baldachin ein Beispiel ist – und klassisch-naturalistische Stilelemente – wie an den Kapitellen, die mit floralen Elementen dekoriert sind – gekennzeichnet ist. Diese stilistische Heterogenität ist vermutlich der Tatsache geschuldet, dass die ausführenden Künstler der Dekorationen und Skulpturen aus unterschiedlichen Schulen stammten. Von unten nach oben zeigt die Hauptfassade eine Loggia, die von Pilaster gestützt wird, die ein Spitzbogengewölbe tragen.
Drei Nischen mit Marmorstatuen, von denen die mittlere die Justitia darstellt, charakterisieren die Fassade oberhalb der Bögen. Wenn man weiter nach oben fortschreitet, kommt man zum Balkon mit Spitzbaldachin, auf beiden Seiten flankiert durch Doppelfenster mit Spiralsäulchen. Im oberen Teil der Fassade finden wir ein Gesims, an dem die schon erwähnten Zunftwappen wieder auftauchen, mit hohen Zinnen darüber.

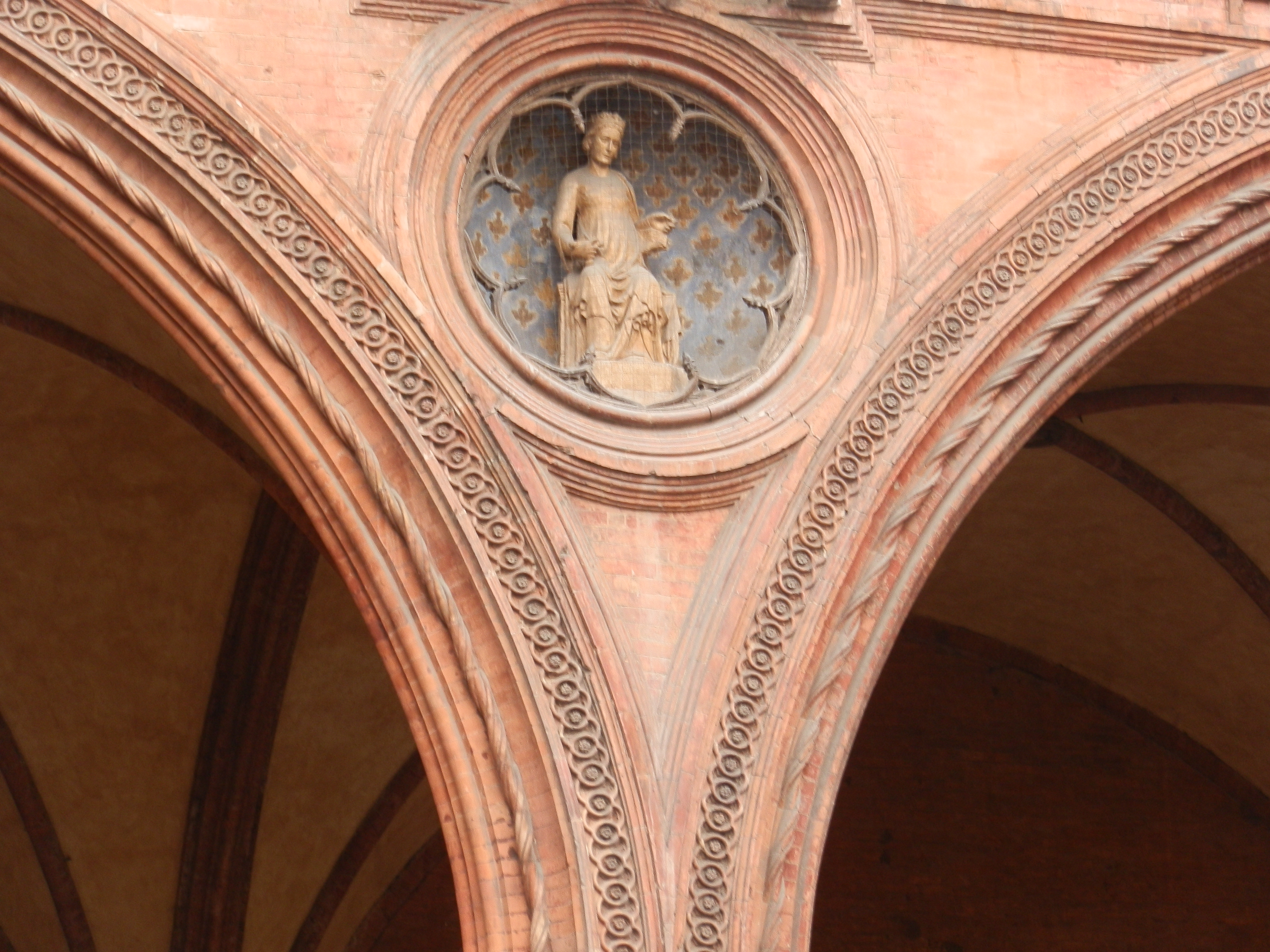
Detail einer Dekoration in Backstein

Die Seitenfassaden, eine zur Via Castliglione hin, die andere zur Via Santo Stefano hin, sind gleichermaßen durch Nischen, Doppelfenster und Ziermotiven geschmückt. Die Dekorationen des Gebäudes sind durch Statuen von sechs Heiligen bereichert, von denen vier Beschützer der Stadt zeigen (Dominikus, Zama, Florian und Petronius) und die anderen beiden Petrus und Antonius von Padua. Besonders erwähnen muss man die mit Intarsien dekorierte Lünette, die über dem Eingangstor angebracht ist und die Wappen der Stadt Bologna und der Familie Bentivoglio zeigt, und die Uhr, die 1889 über dem Bogen des Portals angebracht wurde und an die im 15. Jahrhundert außen am Palazzo Pubblico in Siena angebrachte erinnert.

### Innenräume
Bis zum Beginn des 20. Jahrhunderts war das Gebäude mit dem vor dem gleichnamigen Platz identisch, in zwei Geschosse unterteilt, die im Vergleich zum heutigen Standort anders angeordnet waren. Im Obergeschoss war der Sitz des Gerichtes untergebracht, wo sich später die „Compagnia dei Cambiatori“ gegründet wurde, aber es ist nicht klar, wie die Säle aufgeteilt waren.
Mit der Gründung der Handelskammer in napoleonischer Zeit zogen das Gericht und die Kanzlei ins Erdgeschoss um, wo man wegen der geringeren Größe der Räume drei Zimmer des benachbarten Palazzo Sampieri mitbelegen musste, wobei man beide Gebäude durch innere Durchgänge verband.
Bei der Restaurierung 1837 wurde eine effizientere Raumaufteilung realisiert, was auch die Erneuerung des Atriums und den Bau einer Treppe beinhaltete; der Umbau wurde 1857 fertiggestellt.

#### Erstes Obergeschoss
Die Räume im ersten Obergeschoss sind durch einen eleganten Korridor verbunden, der mit Fresken im Renaissancestil versehen ist, die mit Wappen verziert sind. Der erste Raum ist der „Grüne Saal“, der nach der Farbe seiner Wände benannt ist und eine Decke im Stil des 17. Jahrhunderts besitzt. Es folgt der Sitzungssaal mit einer Muranoglaslampe, die an der Holzdecke angebracht ist, und seiden- und marmorverkleideten Wänden mit Kunstwerken. Daneben liegen zwei Büros mit Wänden in Seidenstoff und Verzierungen an den Decken, die aus der Zeit um 1700 stammen, getrennt durch ein Atrium mit Gemälden, auf denen Arbeitsaktivitäten abgebildet sind. Von den Büros aus gelangt man in den Versammlungssaal, wo man Abbildungen von Episoden der römischen Geschichte findet. Von diesem Saal aus kann man in einen kleinen Hof gelangen. Weiter den Korridor hinauf bemerkt man die Leitung der Buchhaltung mit Verzierungen im klassizistischen Stil und einer Abbildung der Göttin Venus.

#### Registrierungshalle
Die Registrierungshalle, die 1920 unter Leitung von Mario Dagnini umgebaut wurde, hat einen Marmormosaikfußboden und eine Holzdecke; an den Wänden sind Abbildungen von Handelsaktivitäten, künstlerischen Aktivitäten und bäuerlichen Tätigkeiten der Stadt, die vom Maler ‚‘Arnaldo Gentili‘‘ geschaffen wurden. Von den an die Halle angrenzenden Büros gelangt man in das historische Archiv der Kammerregistrierung.

#### Ehrentreppe
Die Treppe, die den Zugang zum Ratssaal vermittelt, wurde von Ingenieur Carlo Scarabelli im Zuge der Restaurierungsarbeiten geplant, die an dem Gebäude in den Jahren 1837–1840 durchgeführt wurden. Sie besteht aus 75 Stufen, die auf fünf Züge aufgeteilt sind; die Gewölbe und Wände sind mit den Wappen der Gesellschaften der „großen Künste“ und den heraldischen Emblemen der Familien der Richter, die sich im Gericht abwechselten, verziert. Die Dekorationen wurden vom Maler Michele Mastellari ausgeführt, der nach eingehenden Untersuchungen die Farben der verschiedenen Banner originalgetreu wiedergegeben und auf den Wappen die Namen der Richter, die Jahre, in denen sie ihr Amt ausübten, und ihre persönlichen Qualifikationen angegeben hat. Laut der Inschrift, die auf einer Steintafel oben an der Treppe angebracht wurde, müssten die Familienwappen der Richter, die in den Jahren 1441–1800 gewählt wurden, vorhanden sein, tatsächlich beginnt die Wappenreihe erst mit dem Jahr 1445.

#### Bibliothek
Die Bibliothek der Handelskammer findet sich in der Via Santo Stefano und enthält eine beträchtliche Fülle von Zeitungen, Zeitschriften, Büchern und Broschüren, die seit 1951 öffentlich zugänglich ist. Zu den interessantesten Funden zählen die Sammlungen von Bestellungen, Dekreten und Bestimmungen der Handelsunternehmen aus dem 17. und 18. Jahrhundert, die Statuten des Marktplatzes der Händler von 1550 bis zum Ende des 18. Jahrhunderts, die Protokolle der Compagnia dei Cambiatori vom 12. Juni 1669 bis zum 30. Mai 1680 und die Manuskriptenbände, genannt „delle catene“ (dt.: der Ketten) aus dem 17. und 18. Jahrhundert.

#### Zweites Obergeschoss
Durch einen Saal, der mit Gemälden der Präsidenten der Handelskammer von 1861 bis heute dekoriert ist, gelangt man in das zweite Obergeschoss des Palastes. In diesem Saal befindet sich auch eine Ehreninschrift von Papst Gregor XIII. Daran anschließend ist der Rathaussaal. Die Tür dieses Saals zeigt eine Inschrift, die auf die Arbeiten hinweist, die in ebendiesem Saal 1921 von Mario Dagnini ausgeführt wurden. Für eine bestimmte Zeit war dieser Saal Sitz des Handelsgerichtes. 1916 begann die Restaurierung, die 1921 abgeschlossen wurde. Kurz gesagt, wurden die Wände mit Wappen und Dekorationen verziert. Auf den längsseitigen Wänden in den Lünetten der Bögen finden sich hauptsächlich zwei Figuren: Die Justitia mit Schwert und Waage und die Gleichheit mit Gesetzbüchern und einer Schlange. An der Decke befindet sich ein Porträt des heiligen Beschützers der Künste. Darüber hinaus sind alle oberen Wände durch ein Symbol gekennzeichnet, das für Dagnini den Übergang in eine neue Phase darstellte. Dieses Symbol ist der Stamm, der sich über die Lünette der Bögen erstreckt. Diese Interpretation wird durch folgenden lateinischen Satz ausgedrückt: „NOVA EX ANTIQUO JURE VIRESCIT LIBERTAS“ (dt.: Das Dunkle wird hell, das Alte wird im Neuen belebt) Die Bilder werden durch das Licht aufgewertet, das durch das Fenster fällt. Durch eine kleine Tür gelangt man auf den Balkon, der direkt auf die Piazza della Mercanzia hinausgeht. Schließlich findet sich in einer Ecke des Saales das Banner der Handelskammer mit einer wertvollen Stickerei, die den Kopf des Gottes Merkur darstellt. Dies ist ebenfalls eine Arbeit von Mario Dagnini.

## Restaurierungen

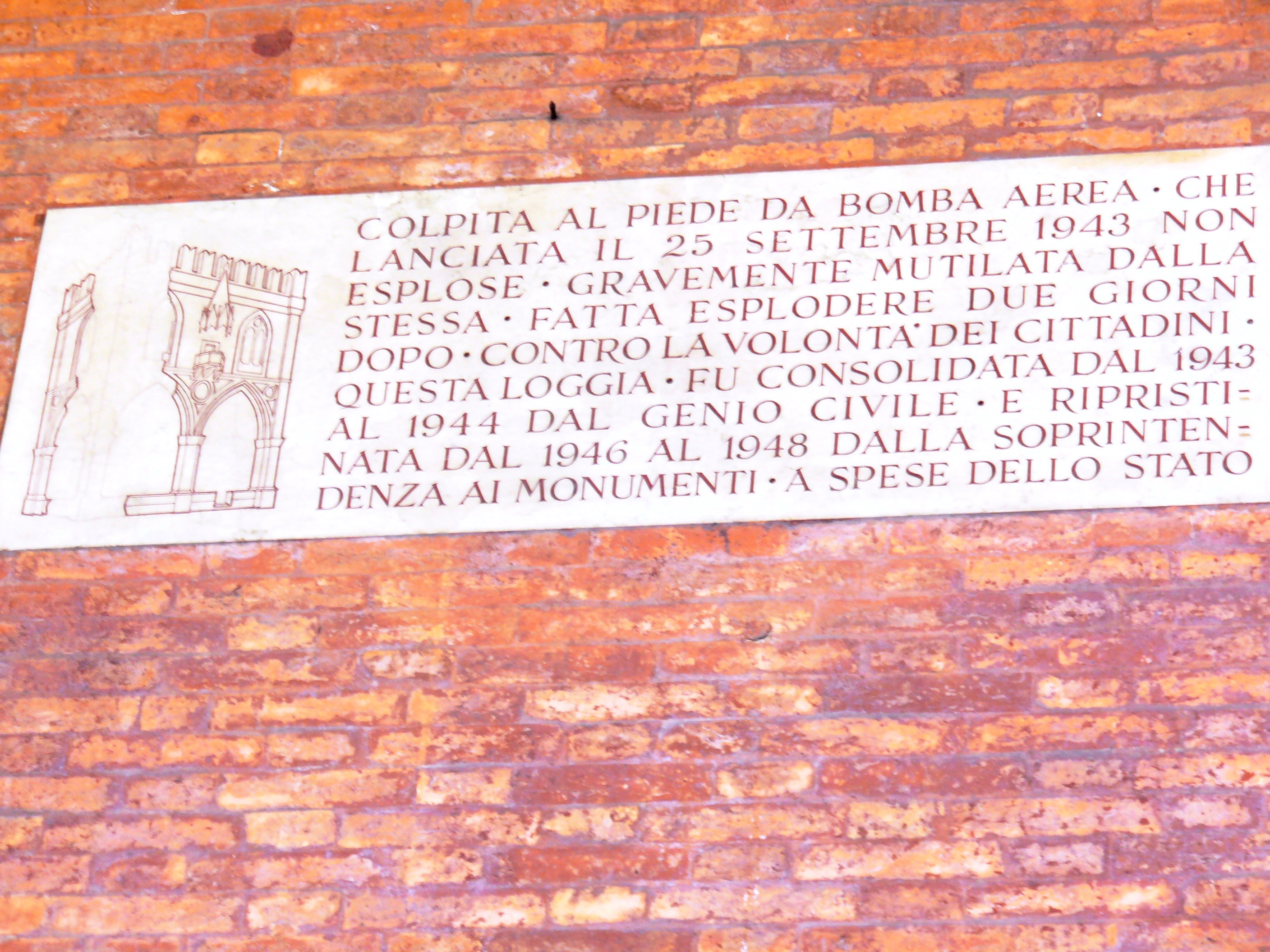
Steintafel zur Erinnerung an die Restaurierung der Loggia 1946–1948

Der Palazzo della Mercanzia ist im Laufe der Jahrhunderte mehrfach restauriert worden; zu den wichtigsten Restaurierungen zählen die von 1484, die Giovanni II. Bentivoglio, Herr von Bologna, nach den schweren Schäden beauftragte, die das Gebäude beim Einsturz des benachbarten Torre de' Bianchi erlitt, sowie die von 1615, bezeugt von einer Steintafel unter dem Baldachin des Balkons; ihr sind einige barocke Elemente, wie die Wappen und die Fenster mit Architraven der Tür zu verdanken. Ebenso wichtig war die Restaurierung von 1837, die der Ingenieur Carlo Scartabella realisierte und der die Öffnung einer neuen Türe in der Fassade zur Via Santo Stefano und die beiden runden Fenster über den Türen zu verdanken sind; in einem dieser Fenster ist die Uhr montiert. Schließlich war da noch der Umbau eines Teils der Loggia in den Jahren 1946–1949 nach dem Einsturz des Eckbauwerks, hervorgerufen durch die Explosion eines Blindgängers.

## Wissenswertes

### Die Privilegien der Studenten
An der Fassade des Palastes zur Via Castiglione hin findet sich eine Steintafel aus dem 15. Jahrhundert mit einer Inschrift in Latein, die die Privilegien der Studenten auflistet, für die Stadt die Kosten für Studienbücher, Lebensmittel und Kleidung übernahm.

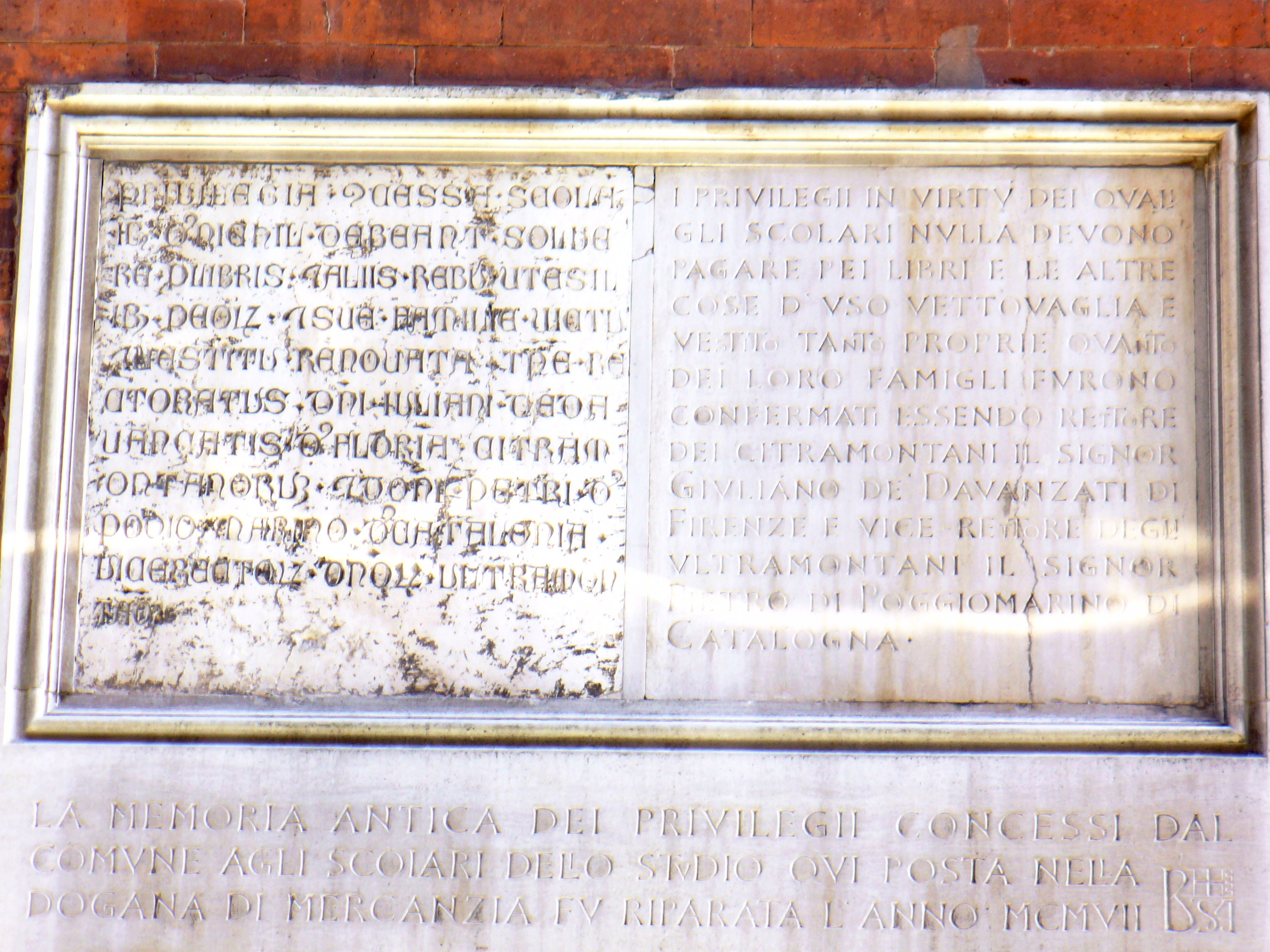
Die Privilegien der Studenten

### Der Einsturz
Nach den Chroniken verursachte 1484 der Einsturz des Torre de' Bianchi, der den Palazzo della Mercanzia und einige Häuser in der Via Castiglione beschädigte, den Tod von 23 Personen und betraf etliche Passanten, darunter auch einen Portier, der Fische von einigen nahegelegenen Fischhändlern trug. Um Menschen zum Unfallort zu rufen, ließ Giovanni II. Bentivoglio die Trompeten ertönen; als ein Opfer lebend aus dem Trümmern gezogen wurde, schien er zu gestehen, dass er glaubte, die Trompeten des Urteils gehört zu haben.

### Die Rezepte
Im Palazzo della Mercanzia in Bologna werden Originalrezepte einiger für die Bologneser Küche typischer Produkte aufbewahrt:
- Rezept und Maßeinheit der echten Tagliatella von Bologna, abgelegt am 16. April 1972.
- Rezept der echten Füllung der Tortellini von Bologna, abgelegt am 7. Dezember 1974.
- Rezept des Bologneser Ragouts, abgelegt am 17. Oktober 1982.
- Rezept des Kartäusers von Bologna, abgelegt am 23. Juni 2003.
- Rezept der Bologneser grünen Lasagne, abgelegt am 4. Juli 2003.